# IC 613
IC 613 ist eine elliptische Galaxie vom Hubble-Typ E0 im Sternbild Löwe auf der Ekliptik. Sie ist rund 430 Millionen Lichtjahre von der Milchstraße entfernt und hat einen Durchmesser von etwa 100.000 Lichtjahren.

Im selben Himmelsareal befinden sich u. a. die Galaxien NGC 3217, IC 606, IC 612, IC 615.
Das Objekt wurde am 18. April 1893 vom französischen Astronomen Stéphane Javelle entdeckt.